# Giovanni Lavaggi
Giovanni Gabriele Maria Lavaggi (* 18. Februar 1958 in Augusta, Sizilien) ist ein ehemaliger italienischer Automobilrennfahrer, Teameigner und Rennwagenkonstrukteur.

## Anfänge und Formel 1
Giovanni Lavaggi zeigte sich schon in jungen Jahren dem Sport eng verbunden. Früh schon fuhr er Rallyes, bestritt Skirennen und flog mit Hängegleitern. 1989 begann er mit dem professionellen Motorsport. Als Werksfahrer bei Kremer Racing stieg er mit einem Porsche 962 in den Sportwagensport ein. Über die Formel 3000 und die Champ Cars schaffte es der Sizilianer 1995 bis in die Formel 1. Lavaggi erkaufte sich ein Cockpit im Pacific-Formel-1-Team und bestritt für das unterfinanzierte Rennteam vier Weltmeisterschaftsläufe. 1996 wechselte er zu Minardi und wurde ab dem Großen Preis von Deutschland Teamkollege von Pedro Lamy. Nach weiteren drei Rennen ging die Formel-1-Karriere von Lavaggi ohne Weltmeisterschaftspunkt zu Ende.

## Rückkehr zu Kremer
Er kehrte zu den Sportwagen zurück, wo er 1995 erneut ein Cockpit bei Kremer Racing erhielt. Bereits beim 24-Stunden-Rennen von Daytona konnte er, zusammen mit Jürgen Lässig, Christophe Bouchut und Marco Werner den größten Erfolg seiner Karriere feiern. Nach seinem endgültigen Rückzug aus der Formel 1 bestritt er 1996 jeweils ein Rennen der deutschen und italienischen GT-Meisterschaft. Nachdem er sich 1997 nicht das 24-Stunden-Rennen von Le Mans qualifizieren konnte, fuhr er in diesem Jahr überhaupt kein Sportwagenrennen.

## Teameigner von GLV Brums
Das sollte sich in der zweiten Hälfte des Folgejahres ändern, Lavaggi pilotierte nun einen Ferrari F333 SP in den verbliebenen vier Rennen der FIA Sportscar Challenge für sein neugegründetes Rennteam GLV Brums, wobei er trotz wechselnder Fahrerpaarung, drei der vier Läufe unter den ersten Fünf beendete. 1999 fuhr Lavaggi weiterhin für sein eigenes Team, stellte sich mit Gastón Mazzacane nun einen festen Teamkollegen an seine Seite. Diese Konstanz sollte sich bezahlt machen, so dass das Fahrerduo das Rennen in Magny-Cours gewann und einen weiteren Meisterschaftslauf auf dem Podium beendeten. Da Mazzacane im Jahr 2000 einen Vertrag beim Formel-1-Team von Minardi erhielt, musste sich Lavaggi nach einem neuen Teamkollegen umsehen.
Letztlich entschied er sich für Nicolas Filiberti, mit dem er drei weitere Podiumsplatzierungen erreichte. Außerdem versuchte Lavaggi mit seinem Team eine Nennung beim 24-Stunden-Rennen von Le Mans zu erhalten. Der Organisator ACO lehnte ab, jedoch erhielt Lavaggi eine Möglichkeit, das Rennen in einem Porsche 996 GT3 R in Angriff zu nehmen. Er, Jesús Diez de Villarroel und Tomás Saldaña, mit dem er bereits in den frühen 1990er-Jahren bei Kremer Rennen fuhr, fielen jedoch nach einem Unfall vorzeitig aus. Für die Saison 2001 holte sich Lavaggi einen weiteren Fahrer aus dem Umfeld von Kremer Racing an seine Seite. Christian Vann, der bereits mehrere Jahre diverse GT-Fahrzeuge pilotierte, hatte im letzten Jahr einige Einsätze in der FIA Sportscar Challenge für Kremer bestritten. Zusätzlich ließ Lavaggi seinen Ferrari F333 SP umrüsten, der zuvor eingesetzte Ferrari-Motor wurden durch ein Judd GV4 getauscht. Zunächst gewann das Fahrerduo das Rennen auf dem Autodromo Nazionale Monza, jedoch erwies sich das Fahrzeug in den verbleibenden Läufen als fehleranfällig und fiel mit Kupplungs-, Getriebe- und Elektronikproblemen aus. Im Folgejahr pausierten er und sein Team komplett und kehrten 2003 zur letzten Saison der Sportscar Challenge zurück. Das Team verpasste das erste Rennen der Serie und trat erst am Lausitzring mit von einem Judd-Motor angetriebenen Ferrari F333 SP an. Das Cockpit teilte sich Teameigner Lavaggi nun mit Xavier Pompidou, mit dem er das Rennen als Vorletzter auf dem sechsten Platz beendete. Als auch in Monza das Feld nur unwesentlich größer war, beendete Lavaggi sein Engagement in der Serie vorzeitig, verstärkte jedoch am Ende der Saison das britische Team Taurus Racing beim erneut belebten 1000-km-Rennen von Spa-Francorchamps. Er, Justin Keen und Larry Oberto verpassten das Podium nur knapp.

## Le Mans Series
Nach dem Rückzug aus der FIA Sportscar Challenge musste sich Lavaggi neu orientieren und fuhr 2004 in der Le Mans Endurance Series einen Ferrari 360 Modena GT. Während er und Steeve Hiesse beim 1000-km-Rennen auf dem Nürburgring den fünften Platz der GT-Klasse erreichte, fiel das Fahrerduo in den verbliebenen drei Läufen aus. 2005 pausierte Lavaggi erneut, um für die Saison 2006 seinen selbstentworfenen Lavaggi LS1 zu präsentieren. Dazu reaktivierte er sein Rennteam nun unter dem Namen Lavaggi Sport, konnte den Le-Mans-Prototyp jedoch entgegen seinen ursprünglichen Aussagen erst am Ende des Jahres in Jarama einsetzen. An seiner Seite war erneut Xavier Pompidou gemeldet, jedoch verpasste das Team das komplette Training, da der von der Firma PME getunte Ford-Motor getauscht werden musste. Das Rennen verlief kaum besser, nach 27 Runden musste Lavaggi sein Fahrzeug mit einem Motorschaden abstellen. Die Saison 2007 war ebenfalls von Problemen mit dem Motor gekennzeichnet, in den drei Rennen, die Lavaggi an der Seite von wechselnden Fahrern bestritt, fiel der Wagen mit Motorschaden aus. Daher wechselte das Team für das folgende Jahr zu einem turbogeladenen Aggregat von AER. Damit besserte sich die Situation, jedoch fehlte es dem Wagen weiterhin an Zuverlässigkeit, Defekte am Anlasser und Probleme mit dem Benzindruck verhinderten eine Ankunft von Lavaggi und Wolfgang Kaufmann in Monza und Spa-Francorchamps. Am Nürburgring hatte der LS1, trotz diverser Probleme mit der Kühlung seine erste Zielankunft, fiel jedoch aufgrund seines großen Rückstandes aus der Wertung. Lavaggi verzichtete nun auf einen Renneinsatz auf dem Silverstone Circuit zugunsten des nicht zur Meisterschaft zählenden 6-Stunden-Rennen von Vallelunga. Dort qualifizierte Kaufmann den LMP1-Wagen auf der Pole-Position, gegen leistungsschwächere Fahrzeuge der LMP2, Gruppe CN und GT-Klassen. Erneute technische Probleme warfen Kaufmann und Lavaggi zurück, am Ende konnten sie jedoch das Rennen auf dem zehnten Gesamtrang beenden. Im Jahr 2009 nahm Lavaggi nur noch an zwei Rennen der Le Mans Series teil, jedoch musste seine Eigenkonstruktion an die überarbeiteten Le-Mans-Prototypen-Regelung angepasst werden. Beim 1000-km-Rennen von Spa-Francorchamps starteten er und Wolfgang Kaufmann nach technischen Problemen am gesamten Wochenende mit Verspätung aus der Box. Obwohl das Team den Meisterschaftslauf beendete, fiel es aufgrund des großen Rückstands zum Führenden aus der Wertung. Beim 1000-km-Rennen am Nürburgring brachte Lavaggi der Wagen mit Kupplungsproblemen nach 21 Runden in die Box. Nach Untersuchung des Schadens wurde das Rennen aufgegeben. Die verbliebenen Meisterschaftsläufe in Spanien, Portugal und England bestritt das Team nicht, allerdings war Lavaggi zusammen mit Wolfgang Kaufmann erneut beim 6-Stunden-Rennen von Vallelunga gemeldet. Nachdem der Veranstalter Gruppo Peroni den in den Vorjahren als separates Rennen ausgetragenen Silber-Cup mit Tourenwagen zusammen mit den leistungsstärkeren Prototypen und Sportwagen starten ließ, zog Lavaggi die Nennung zurück. Wolfgang Kaufmann über die Situation:

„Der Geschwindigkeitsunterschied zwischen einem LMP1-Fahrzeug und den deutlich langsameren Tourenwagen stellt schon ein enormes Sicherheitsrisiko dar. Daher haben wir die Nennung der Scuderia Lavaggi zurückgezogen. Vallelunga ist eine sehr schnelle Rennstrecke mit teilweise nicht einzusehenden Passagen. Ich hatte mich wirklich gefreut, in Vallelunga und mit Giovanni zusammen das Rennen zu bestreiten, immerhin haben wir hier 2008 auf Pole-Position gestanden und die Klasse gewonnen. Dieses Jahr wollten wir den Gesamtsieg, darauf hatte das Team Scuderia Lavaggi extrem hart hingearbeitet.“

## Statistik

### Statistik in der Formel 1

#### Gesamtübersicht
| Saison | Team                    | Chassis       | Motor                 | Rennen | Siege | Zweiter | Dritter | Poles | schn. Runden | Punkte | WM-Pos. |
| ------ | ----------------------- | ------------- | --------------------- | ------ | ----- | ------- | ------- | ----- | ------------ | ------ | ------- |
| 1995   | Pacific Grand Prix Ltd. | Pacific PR02  | Ford ED 3.0 V8        | 4      | –     | –       | –       | –     | –            | –      | –       |
| 1996   | Minardi Team            | Minardi M195B | Ford EDM2/EDM3 3.0 V8 | 3      | –     | –       | –       | –     | –            | –      | 22.     |

#### Einzelergebnisse
| Saison | 1 | 2 | 3 | 4 | 5 | 6 | 7 | 8   | 9   | 10  | 11  | 12  | 13  | 14 | 15  | 16 | 17 |
| ------ | - | - | - | - | - | - | - | --- | --- | --- | --- | --- | --- | -- | --- | -- | -- |
| 1995   |   |   |   |   |   |   |   |     |     |     |     |     |     |    |     |    |    |
|        |   |   |   |   |   |   |   | DNF | DNF | DNF | DNF |     |     |    |     |    |    |
| 1996   |   |   |   |   |   |   |   |     |     |     |     |     |     |    |     |    |    |
|        |   |   |   |   |   |   |   |     |     | DNQ | 10* | DNQ | DNF | 15 | DNQ |    |    |

| Legende  | Legende            | Legende                                                          |
| Farbe    | Abkürzung          | Bedeutung                                                        |
| -------- | ------------------ | ---------------------------------------------------------------- |
| Gold     | –                  | Sieg                                                             |
| Silber   | –                  | 2. Platz                                                         |
| Bronze   | –                  | 3. Platz                                                         |
| Grün     | –                  | Platzierung in den Punkten                                       |
| Blau     | –                  | Klassifiziert außerhalb der Punkteränge                          |
| Violett  | DNF                | Rennen nicht beendet (did not finish)                            |
| Violett  | NC                 | nicht klassifiziert (not classified)                             |
| Rot      | DNQ                | nicht qualifiziert (did not qualify)                             |
| Rot      | DNPQ               | in Vorqualifikation gescheitert (did not pre-qualify)            |
| Schwarz  | DSQ                | disqualifiziert (disqualified)                                   |
| Weiß     | DNS                | nicht am Start (did not start)                                   |
| Weiß     | WD                 | zurückgezogen (withdrawn)                                        |
| Hellblau | PO                 | nur am Training teilgenommen (practiced only)                    |
| Hellblau | TD                 | Freitags-Testfahrer (test driver)                                |
| ohne     | DNP                | nicht am Training teilgenommen (did not practice)                |
| ohne     | INJ                | verletzt oder krank (injured)                                    |
| ohne     | EX                 | ausgeschlossen (excluded)                                        |
| ohne     | DNA                | nicht erschienen (did not arrive)                                |
| ohne     | C                  | Rennen abgesagt (cancelled)                                      |
| ohne     | keine WM-Teilnahme |                                                                  |
| sonstige | P/fett             | Pole-Position                                                    |
| sonstige | 1/2/3/4/5/6/7/8    | Punktplatzierung im Sprint-/Qualifikationsrennen                 |
| sonstige | SR/kursiv          | Schnellste Rennrunde                                             |
| sonstige | *                  | nicht im Ziel, aufgrund der zurückgelegten Distanz aber gewertet |
| sonstige | ()                 | Streichresultate                                                 |
| sonstige | unterstrichen      | Führender in der Gesamtwertung                                   |

### Le-Mans-Ergebnisse
| Jahr | Team                      | Fahrzeug          | Teamkollege         | Teamkollege              | Platzierung | Ausfallgrund |
| ---- | ------------------------- | ----------------- | ------------------- | ------------------------ | ----------- | ------------ |
| 1989 | Porsche Kremer Racing     | Porsche 962 CK6   | Kunimitsu Takahashi | Bruno Giacomelli         | Ausfall     | Feuer        |
| 1990 | Team Davey                | Porsche 962C      | Tim Lee-Davey       | Max Cohen-Olivar         | Rang 19     |              |
| 1992 | Porsche Kremer Racing     | Porsche 962 CK6   | Manuel Reuter       | John Nielsen             | Rang 7      |              |
| 1993 | Porsche Kremer Racing     | Porsche 962 CK6   | Jürgen Lässig       | Wayne Taylor             | Rang 12     |              |
| 2000 | Repsol Racing Engineering | Porsche 996 GT3 R | Tomás Saldaña       | Jesús Diez de Villarroel | Ausfall     | Unfall       |

### Sebring-Ergebnisse
| Jahr | Team          | Fahrzeug         | Teamkollege        | Teamkollege   | Platzierung | Ausfallgrund |
| ---- | ------------- | ---------------- | ------------------ | ------------- | ----------- | ------------ |
| 1995 | Kremer Racing | Kremer K8 Spyder | Christophe Bouchut | Jürgen Lässig | Rang 30     |              |

### Einzelergebnisse in der Sportwagen-Weltmeisterschaft
| Saison | Team                          | Rennwagen           | 1   | 2   | 3   | 4   | 5   | 6   | 7   | 8   | 9   | 10  | 11  |
| ------ | ----------------------------- | ------------------- | --- | --- | --- | --- | --- | --- | --- | --- | --- | --- | --- |
| 1987   | Techno Racing Bartlett Racing | Alba AR3 Bardon DB2 | JAR | JER | MON | SIL | LEM | NÜN | BRH | NÜR | SPA | FUJ |     |
| 1987   | Techno Racing Bartlett Racing | Alba AR3 Bardon DB2 |     |     |     |     |     |     | DNF |     | DNF |     |     |
| 1988   | Team Salamin                  | Porsche 962         | JER | JAR | MON | SIL | LEM | BRÜ | BRH | NÜR | SPA | FUJ | SAN |
| 1988   | Team Salamin                  | Porsche 962         |     |     |     |     |     |     | 7   | 9   | 7   | DNF |     |
| 1989   | Kremer Racing Team Salamin    | Porsche 962         | SUZ | DIJ | JAR | BRH | NÜR | DON | SPA | MEX |     |     |     |
| 1989   | Kremer Racing Team Salamin    | Porsche 962         | DNF |     | 7   | DNF | 3   | 12  | 10  |     |     |     |     |
| 1990   | Team Davey                    | Porsche 962         | SUZ | MON | SIL | SPA | DIJ | NÜR | DON | MOT | MEX |     |     |
| 1990   | Team Davey                    | Porsche 962         |     |     | 13  | DNF |     |     | 17  |     |     |     |     |
| 1992   | Kremer Racing                 | Porsche 962         | MON | SIL | LEM | DON | SUZ | MAG |     |     |     |     |     |
| 1992   | Kremer Racing                 | Porsche 962         | 7   |     |     |     |     |     |     |     |     |     |     |